# Rachel Maddow

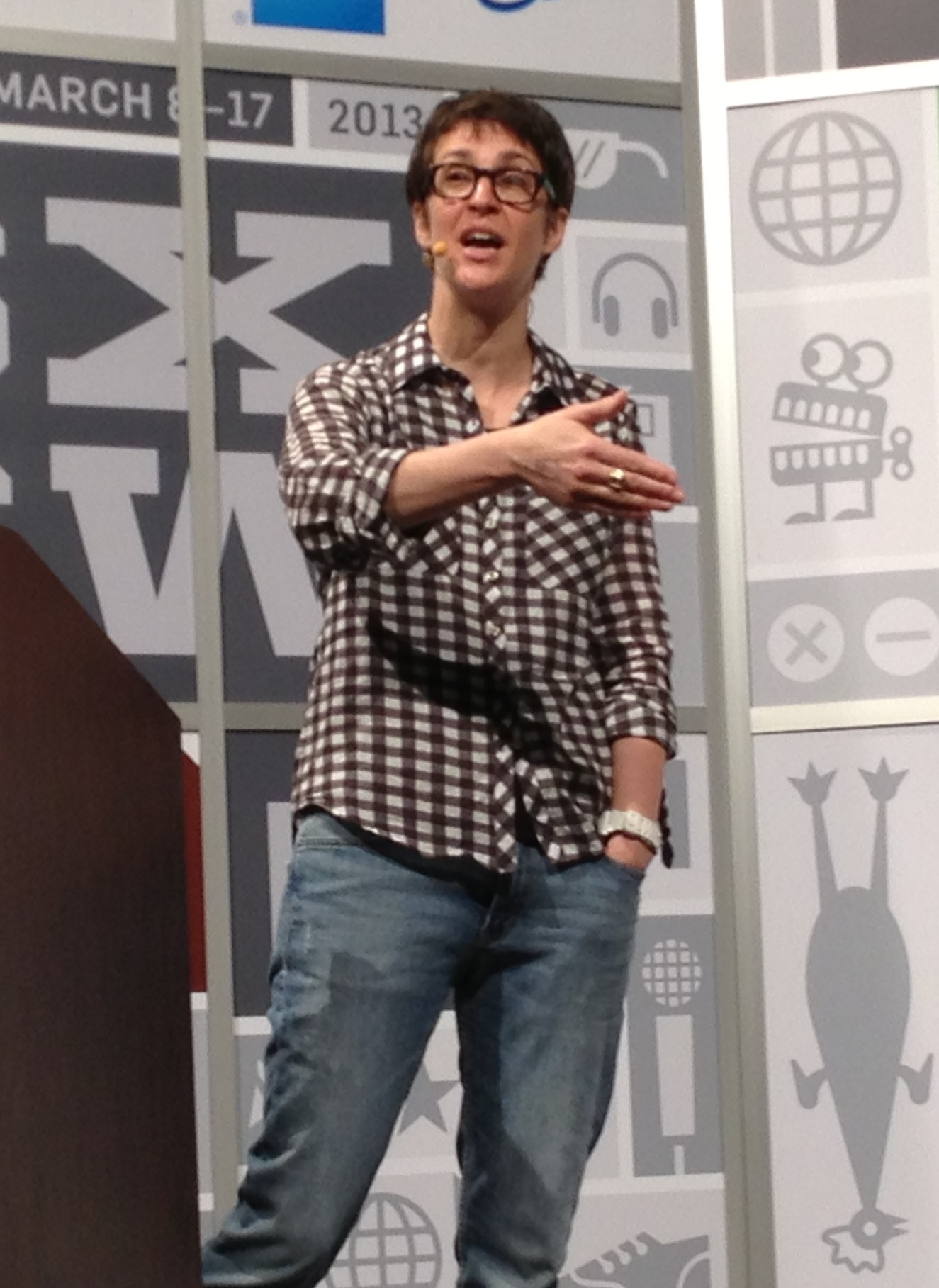
Rachel Maddow (2013)

Rachel Anne Maddow (* 1. April 1973 in Castro Valley, Kalifornien) ist eine US-amerikanische Radio- und Fernsehmoderatorin, Kommentatorin und Autorin.

## Leben

### Frühes Leben
Maddow wuchs in Kalifornien auf. Als Jugendliche besuchte sie die Castro Valley High School. Danach studierte sie an der Stanford University, wo sie 1994 einen Abschluss im Fach Public Policy erwarb. Als Rhodes-Stipendiatin ging sie 1995 nach Oxford, wo sie am Lincoln College ihr Graduiertenstudium begann, welches sie 2001 mit der Promotion abschloss. Ihre Doktorarbeit behandelte das Thema HIV/Aids and Health Care Reform in British and American Prisons.
Nach dem Ende ihres Studiums gewann Maddow einen Wettbewerb des in Holyoke (Massachusetts) ansässigen Radiosenders WRNX, der dadurch neue Moderatorentalente aufspüren wollte. Als Siegerin des Wettbewerbs erhielt sie den Job als Co-Moderatorin der morgendlichen Talkradiosendung The Dave in the Morning Show. Für den Sender WRSI führte Maddow zwei Jahre lang durch die Sendung Big Breakfast. Im März 2004 verließ sie den Sender, um sich dem neugegründeten Radiokonetzwerk Air America anzuschließen.
Gemeinsam mit Chuck D und Lizz Winstead moderierte Maddow bei Air America die Sendung Unfiltered, bis diese im März 2005 eingestellt wurde. Kaum zwei Wochen später erhielt sie ihr eigenes zweistündiges Programm, die nach ihr benannte Rachel Maddow Show. Im März 2008 wurde das Sendeformat vorübergehend auf eine Dauer von drei Stunden ausgedehnt, bevor es im September 2008 zu seiner alten, zweistündigen Form zurückkehrte. Die Sendung wurde von 18 Uhr bis 20 Uhr Ortszeit aus New York gesendet.

### Tätigkeit bei MSNBC (2005 bis 2025)
Im Juni 2005 begann Maddow als Gastkommentatorin für die Sendung Tucker (mit Tucker Carlson) im Programm des Kabelnachrichtensenders MSNBC zu arbeiten. Bald darauf erhielt sie eine Anstellung als ständige politische Analytikerin für die Sendung Race for the White House mit David Gregory. Außerdem wurde sie als Kommentatorin für verschiedene Sondersendungen, die der MSNBC zur Flankierung des Präsidentschafts-Wahlkampfes 2007/2008 ausstrahlte, und für die Sendung Countdown with Keith Olbermann (mit Keith Olbermann), eine Mischung aus Berichterstattung und persönlichem Kommentar, engagiert. Im Verlaufe des Jahres 2008 übernahm Maddow mehrmals die Urlaubsvertretung Olbermanns als Moderatorin seiner Sendung. Dies stellte ihren ersten Einsatz als Moderatorin einer Prime-Time-Sendung dar.
Aufgrund der großen Popularität, die Maddow als Stellvertreterin Olbermanns für sich verbuchen konnte, kündigte MSNBC am 19. August 2008 an, ihr die Moderation einer eigenen abendlichen Personality Show zu übertragen. Die The Rachel Maddow Show wurde erstmals am 8. September 2008 auf dem Sendeplatz 21 Uhr Ostküstenzeit ausgestrahlt und ersetzte die alte Show für diesen Sendeplatz Verdict with Dan Abrams. Die Show zeigt mehrminütige Einführungen zum Hintergrund eines Themas, wobei Maddow häufig den Bogen weit in die amerikanische Geschichte spannt und älteres Filmmaterial präsentiert, bevor sie aktuelles Material auswertet und Stellung bezieht. Insbesondere nach Amtsantritt des US-Präsidenten Donald Trump steigerte sich ihre Zuschauerzahl. Im März 2018 war ihre Sendung erstmals die Meistgesehene im Kabelfernsehen knapp vor Sean Hannitys Show (Fox News Channel).
Während der späteren 2010er und 2020er Jahre entwickelte Maddow sich zu der erfolgreichsten Moderatorin bei MSNBC (mit den weitaus höchsten Einschaltquoten) und zum bekanntesten Gesicht des Senders. Ihre Bezahlung lag zuletzt bei 20 bis 30 Millionen Dollar pro Jahr. Ende 2024 wurde in der Presse berichtet, dass Maddow einen neuen Fünfjahresvertrag mit ihrem Sender ausgehandelt habe, der ihr Honorar von bisher 30 Millionen pro Jahr auf 25 Millionen reduziere.
Parallel zu ihrem wachsenden Erfolg nahm während der späteren 2010er und 2020er Jahre aber auch die Kritik am Inhalt und am Stil von Maddows Sendung merklich zu. In den frühen Jahren ihrer Sendung war sie häufig für den sachlich-prosaischen und unaufgeregt analytischen Stil ihrer Show gelobt worden, da sie anstatt oberflächlich-belangloser Erscheinungen des Tagesgeschehens (wie abfälligen Äußerungen prominenter Politiker übereinander) häufig in tiefgehender Weise Themen behandelte, die wichtig, aber für ein Massenpublikum wenig aufregend waren (wie z. B. die Funktionsweise bestimmter unscheinbarer, aber einflussreicher Stellen des Regierungsapparates). Auch wurde zunehmend kritisiert, dass ihre Sendung reißerisch und schrill geworden sei und anstatt wichtiger Sachthemen zunehmend Belanglosigkeiten und Absurditäten in den Fokus rückten. Insbesondere wurde ihr während der ersten Präsidentschaft Trumps vorgeworfen, sich in Spekulationen und ausgemachten Verschwörungstheorien über Trump, dessen Umfeld sowie die Aktivitäten und Ziele seiner Regierung und der Republikanischen Partei zu ergehen.
2022 gab Maddow die tägliche Moderation ihrer Sendung bei MSNBC auf, um stattdessen nur noch eine Sendung pro Woche (Montagabend) zu moderieren. Ihr Sendeplatz (21 Uhr) wurde anschließend an den übrigen Werktagen (Dienstag bis Freitag) von einer neuen Sendung, die von Alex Wagner moderiert wurde (Alex Wagner Tonight), übernommen. Wagners Sendung erwies sich jedoch als deutlich quotenschwächer als Maddows Sendung. Infolge eines allgemeinen dramatischen Quotenabsturzes von MSNBC nach der erneuten Wahl von Donald Trump zum US-Präsidenten im November 2024 überzeugte die Sendeleitung Maddow, als die mit Abstand beliebteste Moderatorin des Senders, anlässlich der Amtseinführung von Trump für seine zweite Präsidentschaft im Januar 2025 zur täglichen Moderation ihrer Sendung im Abendprogramm des Senders an sämtlichen Werktagen zurückzukehren, so dass sie ihre Sendung seither wieder fünf Mal, anstatt einmal, pro Woche, moderierte. Dieses Arrangement war jedoch lediglich auf die ersten hundert Tage der zweiten Trump-Regierung beschränkt. Die Sendung von Wagner wurde Ende Februar 2025 aus dem Programm genommen.

## Politische Ansichten
Politisch bekennt Maddow sich zur Demokratischen Partei, deren politisches Programm und Führungspersonal sie in den Präsidentschaftswahlkämpfen 2008 und 2016 nachdrücklich in ihrer Show unterstützte und als die bessere Alternative gegenüber den Republikanern für die zukünftige Führung Amerikas empfahl.
Sie wurde mehrfach für ihre herausragende Nachrichtensendung ausgezeichnet; so war sie in den Jahren 2011 und 2017 Emmy-Preisträgerin.

## Privates
Maddow lebt mit ihrer Lebensgefährtin Susan Mikula in Manhattan und Western Massachusetts. Das Magazin Out nahm sie 2009 in seine Liste der 100 homosexuellen Männer und Frauen auf, die Amerika im vergangenen Jahr belebt hätten. Ferner erhielt sie den Preis der „Lesbian/Bi Woman of the Year“.

## Schriften
- Drift: The Unmooring of American Military Power. 2013, ISBN 978-0-307-46099-8.
- Blowout: Corrupted Democracy, Rogue State Russia, and the Richest, Most Destructive Industry on Earth. 2019, ISBN 978-0-525-57547-4.
- Bag Man: The Wild Crimes, Audacious Cover-up, and Spectacular Downfall of a Brazen Crook in the White House, Crown, 2020. (über Spiro Agnew)
- Prequel: An American Fight Against Fascism. Crown, 2023, ISBN 978-0-593-44451-1.